# دی‌ان‌ای نوترکیب

ساخت دی‌ان‌ای نوترکیب که در آن یک قطعه دی‌ان‌ای خارجی در یک ناقل پلاسمید وارد می‌شود. در این مثال، ژنی که با رنگ سفید مشخص می‌شود، با وارد کردن قطعه دی‌ان‌ای خارجی غیرفعال می‌شود.

مولکول‌های دی‌ان‌ای نوترکیب (به انگلیسی: Recombinant DNA, rDNA) توسط روش‌های نوترکیبی ژنتیک (همچون همسانه‌سازی مولکولی) با در کنارهم قرار دادن مواد ژنتیکی منابع مختلف در آزمایشگاه ساخته می‌شوند. توالی این مولکول در حالت طبیعی در ژنوم وجود ندارد. از آنجایی که ساختار شیمیایی مولکول‌های DNA در همه موجودات یکسان است، ایجاد یک DNAی نوترکیب ممکن می‌شود. موجودات مختلف بازهای آلی یکسانی دارند اما در توالی‌های نوکلئوتیدیشان با یکدیگر متفاوتند که همان باعث ایجاد تفاوت در بین آن‌ها می‌شود. DNAی نوترکیب به‌طور کلی به قطعه‌ای از مولکول DNA گفته می‌شود که از ترکیب حداقل ۲ توالی بدست آمده باشد. گاهی به مولکول DNAی نوترکیب DNAی کایمرا (Chimeric DNA) هم گفته می‌شود. چرا که ممکن است توالی‌ها از گونه‌های مختلفی مشتق شده باشند.
در تکنولوژی DNAی نوترکیب از توالی‌های پالیندرومی استفاده می‌شود و قطعاتی با انتهای صاف یا چسبنده به دست می‌آیند.
قطعاتی که برای ساخت یک DNAی نوترکیب استفاده می‌شوند ممکن است از هر گونه‌ای گرفته شده باشند. برای مثال DNAی یک گیاه ممکن است به DNAی باکتری متصل شود. یا DNAی انسان ممکن است به قطعه‌ای از DNAی قارچ اتصال پیدا کند. همچنین ممکن است قطعه‌ای از DNA با توالی خاص که در طبیعت یافت نمی‌شود، به صورت شیمیایی در آزمایشگاه ساخته شود و در تولید یک مولکول نوترکیب به کار گرفته شود. به پروتئین‌هایی که حاصل بیان DNAی نوترکیب در داخل سلول‌های زنده هستند، پروتئین‌های نوترکیب گفته می‌شود. زمانی که DNAی کد کننده یک پروتئین وارد سلول میزبان می‌شود، الزاماً پروتئین نوترکیب تولید نمی‌گردد. بیان یک پروتئین خارجی نیازمند استفاده از وکتورهای بیانی ویژه است. همچنین بازسازی ساختار توسط توالی‌های کدکننده خارجی نیز ضروری می‌باشد.

## ایجاد DNAی نوترکیب
همسانه‌سازی مولکولی (Molecular cloning)، یک فرایند آزمایشگاهی است که طی آن DNAی نوترکیب ساخته می‌شود این تکنیک به همراه تکنیک PCR به‌طور مستقیم برای کپی کردن قسمتی از توالی DNAی مورد نظر استفاده می‌شود. ۲ تفاوت بنیادی بین این روش‌ها وجود دارد. در همسانه‌سازی مولکولی تکثیر DNA در داخل سلول زنده اتفاق می‌افتد در حالی که در PCR، تکثیر DNA در داخل لوله آزمایش انجام می‌شود. تفاوت دیگر این است که در همسانه‌سازی قطعه مورد نظر از جایی بریده شده و به جای دیگری متصل می‌شود در حالی که در PCR از روی یک توالی خاص کپی تهیه شده و تکثیر می‌شود.
برای ساخت DNAی نوترکیب به وکتور همسانه‌سازی (cloning vector) نیاز است. وکتور همسانه سازی، یک مولکول DNA است که قادر به رونویسی در داخل سلول زنده است. وکتورها عموماً پلاسمیدی یا ویروسی هستند و دارای قطعاتی از DNA هستند که سیگنال‌های ژنتیکی ضروری همچون عناصر اضافی برای جایگذاری DNAهای خارجی، شناسای سلول‌های دارای DNAی نوترکیب و در صورت لزوم بیان DNAی خارجی را برای رونویسی دارد. انتخاب وکتور در همسانه‌سازی مولکولی به میزبان، اندازه DNAای که می‌خواهیم همسانه‌سازی کنیم و چگونگی بیان DNAی خارجی بستگی دارد.
در پروتوکل‌های استاندارد همسانه سازی، همسانه‌سازی هر قطعهٔ DNA نیازمند ۷ مرحله است:
1. انتخاب میزبان (موجود زنده اعم از سلول پروکاریوتی یا یوکاریوتی) و وکتور همسانه سازی
2. آماده‌سازی وکتور
3. آماده‌سازی قطعه‌ای که می‌خواهیم کلون کنیم
4. ایجاد DNAی نوترکیب
5. وارد کردن DNAی نوترکیب به داخل میزبان
6. انتخاب سلول‌هایی که DNAی نوترکیب را دریافت کرده‌اند و
7. انتخاب سلول‌ها (میزبان‌ها) یی که قطعه DNAی مورد نظر(DNA inserts) را دریافت کرده‌اند و واجد ویژگی‌های بیولوژی مد نظر هستند.[۸]

### ویژگی‌های جانداری که DNAی نوترکیب را دریافته است
در اغلب موارد، جاندارانی که DNAی نوترکیب را دریافت کرده‌اند از نظر شکل ظاهری نرمال به نظر می‌رسند. به این معنا که ظاهر، رفتار و متابولیسم شان تغییری نکرده‌است و تنها راه تشخیص وجود توالی DNAی نوترکیب، انجام آزمایش بر روی خود مولکول DNA است. این کار عمدتاً با استفاده از واکنش زنجیره‌ای پلیمراز(PCR) انجام می‌شود.

### موارد استفاده
تکنیک DNAی نوترکیب به‌طور گسترده در زیست فناوری، پزشکی و کارهای تحقیقاتی مورد استفاده قرار می‌گیرد. امروزه پروتئین‌های نوترکیب و سایر محصولاتی که حاصل تکنولوژی DNA هستند در هر داروخانه، مطب دکتر یا دامپزشک یا آزمایشگاه تحقیقات بیولوژی یافت می‌شود.
بیشترین موارد استفاده از DNAی نوترکیب در تحقیقات بنیادین است. چرا که این تکنولوژی در بیشتر فعالیت‌های جاری علوم بیولوژی و پزشکی اهمیت دارد.
این تکنیک همچنین در حوزه صنعت، تولید مواد غذایی، داروهای انسان و دام، کشاورزی، مهندسی زیست‌شناسی نیز کاربردهای فراوانی پیدا کرده‌است. تولید کیموزین نوترکیب، تولید انسولین نوترکیب، تولید هورمون رشد، فاکتور انعقاد خون (factor VIII)، واکسن هپاتیت B، برنج طلایی(Golden rice)، محصولات مقاوم به علفکش‌ها و حشرات و … این قبیلند. همچنین از این فناوری به منظور تولید واکسن های نوترکیب آنفلوانزا استفاده شده است، واکسن نوترکیب آنفلوانزا-آبله توانسته است سبب محافظت در ماکیان شود. همچنین اولین واکسن نوترکیب آنفلوانزای پرندگان H9N2 در ایران با استفاده از DNAی نوترکیب و ترانسفرم آن در مخمر پیکیا پاستوریس به دست آمده است.